# AriBeatz
AriBeatz (* 3. Mai 1995 in Bochum; bürgerlich Ariya Rahimianpour) ist ein deutsch-iranischer Musikproduzent.

## Leben
In Bochum wuchs Ariya Rahimianpour als Sohn iranischer Flüchtlinge im Arbeiterstadtteil Dahlhausen auf. Durch musikalischen Einfluss innerhalb seiner Familie kam er früh in den Kontakt mit Musik. Als jüngster von vier Söhnen, welche bereits musikalisch in Form von Kompositionen und Live-Auftritten tätig waren, wurde er durch Musik aus dem lateinamerikanischen Kulturraum und dem amerikanischen Hip-Hop geprägt. Im Alter von 12 Jahren begann er seine ersten musikalischen Werke zu komponieren. Als Vorbilder und musikalische Einflüsse zählten zum Beginn seiner Karriere hauptsächlich Scott Storch und Dr. Dre im Bereich der Hip-Hop-Produktion. Mit 14 Jahren begann er sich in staatlichen Förderungsprojekten musikalisch zu engagieren, um dort seine Musik erstmals einem breiteren Spektrum an Zuhörerschaft zu eröffnen.
In den folgenden Jahren bewegte sich Aribeatz vorwiegend in der bundesweit vergleichsweise großen Hip-Hop-Szene des Ruhrgebietes. Dort verschafften ihm Produktionen für lokale Künstler und Auftritte in Jugendeinrichtungen innerhalb der Grenzen Bochums und Umgebung einen Namen. 2014 erfolgte seine erste Veröffentlichung auf einem professionell vertriebenem Studioalbum mit Desperadoz, einem Kollabo-Album der beiden Rapper Kianush und PA Sports. Auf diesem produzierte er den Song Senorita. In den folgenden Jahren folgten weitere Kollaborationen mit Künstlern auf nationaler Ebene, die jedoch nicht den Durchbruch auf großer Ebene erbrachten.
Zur selben Zeit zeichnete sich eine Tendenz des Verschwindens der musikalischen Grenzen der französischen und deutschen Hip-Hop-Szene, in welcher Trap und Dancehall-Beats aus Frankreich begannen auf die deutsche Szene überzuschwappen. Rahimianpour erkannte diese Tendenzen frühzeitig und orientierte sich musikalisch an dem Sound des französischen Hip-Hops. Nennenswerte musikalische Einflüsse waren, wie er selbst oftmals in Interviews betont, der französische Produzent Therapy, welcher zusammen mit Künstlern wie Kaaris und Booba einen dunklen Trap-Sound in der französischen Szene festigte. Dies erkennend baute Aribeatz bereits frühzeitig Kontakte zur französischen Rapszene auf, in welcher er von 2014 bis 2016 mit Künstlern aus dem Pariser Untergrund, darunter dem damals noch unbekannten algerischen Künstler Soolking, zusammenarbeitete. Mit letzterem festigte sich im Laufe der Jahre eine enge Zusammenarbeit, welche maßgeblich zu einem gemeinsamen individuellen Sound und letzten Endes zum Erfolg beider beitrug.
2016 gelang Aribeatz der Durchbruch durch eine Produktion auf dem Album Okou Gnakouri des Pariser Rappers Kaaris, welches doppelten Platinstatus erlangte. Zu dem mehrfach prämierten Album steuerte er die Produktion des Titel 4 Matic (feat. Kalash Criminell) bei. Dies setzte den Grundstein seines Erfolges der folgenden Jahre, in welchen er sich sowohl in der französischen als auch der deutschen Rapszene als Größe festigte. Wobei letztere sich zu jener Zeit im Umbruch befand und eine neue Generation von Rappern mit clubreifem Sound, angelehnt an französische Beats, hervorrief.
Es folgten Kollaborationen mit Musikern beider Szenen wie Soolking, Lacrim, Sofiane, Miami Yacine, Maître Gims, RAF Camora, Veysel, Farid Bang, Kollegah, YL, Bonez MC, Moe Phoenix, AM Lascampia, Djadja & Dinaz. Aus diesen folgten im Zeitraum von 2017 bis 2018 13 Goldschallplatten und 6 Platin-Schallplatten in Deutschland, Frankreich, Österreich und der Schweiz.
Am 22. November 2019 veröffentlichte AriBeatz sein Produzenten-Album Press Play, auf welchem er mit verschiedenen deutschen und französischen Rappern kollaboriert. Die Singleauskopplung Perfekt (feat. RAF Camora & Sofiane), die bereits am 16. November 2018 erschien, konnte in Österreich die Nummer-eins-Position erreichen.

## Diskografie

### Alben
| Jahr | Titel      | Höchstplatzierung, Gesamtwochen, AuszeichnungChartplatzierungen (Jahr, Titel, Platzierungen, Wochen, Auszeichnungen, Anmerkungen) | Höchstplatzierung, Gesamtwochen, AuszeichnungChartplatzierungen (Jahr, Titel, Platzierungen, Wochen, Auszeichnungen, Anmerkungen) | Höchstplatzierung, Gesamtwochen, AuszeichnungChartplatzierungen (Jahr, Titel, Platzierungen, Wochen, Auszeichnungen, Anmerkungen) | Höchstplatzierung, Gesamtwochen, AuszeichnungChartplatzierungen (Jahr, Titel, Platzierungen, Wochen, Auszeichnungen, Anmerkungen) | Anmerkungen                             |
| Jahr | Titel      | DE | AT | CH | FR | Anmerkungen                             |
| ---- | ---------- | --- | --- | --- | --- | --------------------------------------- |
| 2019 | Press Play | — | — | — | — | Erstveröffentlichung: 22. November 2019 |

### Singles
| Jahr | Titel Album           | Höchstplatzierung, Gesamtwochen, AuszeichnungChartplatzierungen (Jahr, Titel, Album, Platzierungen, Wochen, Auszeichnungen, Anmerkungen) | Höchstplatzierung, Gesamtwochen, AuszeichnungChartplatzierungen (Jahr, Titel, Album, Platzierungen, Wochen, Auszeichnungen, Anmerkungen) | Höchstplatzierung, Gesamtwochen, AuszeichnungChartplatzierungen (Jahr, Titel, Album, Platzierungen, Wochen, Auszeichnungen, Anmerkungen) | Höchstplatzierung, Gesamtwochen, AuszeichnungChartplatzierungen (Jahr, Titel, Album, Platzierungen, Wochen, Auszeichnungen, Anmerkungen) | Anmerkungen                                                                                 |
| Jahr | Titel Album           | DE | AT | CH | FR | Anmerkungen                                                                                 |
| ---- | --------------------- | --- | --- | --- | --- | ------------------------------------------------------------------------------------------- |
| 2018 | Varadero Press Play   | — | — | — | — | Erstveröffentlichung: 24. August 2018 feat. Ardian Bujupi & Ozel                            |
| 2018 | Perfekt Press Play    | DE5 Gold · (19 Wo.)DE | AT1 (26 Wo.)AT | CH7 (9 Wo.)CH | — | Erstveröffentlichung: 16. November 2018 Verkäufe: + 200.000; feat. RAF Camora & Sofiane     |
| 2019 | Amphetamin Press Play | DE62 (1 Wo.)DE | — | — | — | Erstveröffentlichung: 19. Juli 2019 mit Fero47 & YL                                         |
| 2019 | J-Lo Press Play       | DE44 (1 Wo.)DE | — | — | — | Erstveröffentlichung: 23. August 2019 mit Nimo & Lacrim                                     |
| 2021 | Aquí –                | — | — | — | — | Erstveröffentlichung: 15. Januar 2021 feat. Ozuna & Soolking                                |
| 2023 | Mirage –              | — | — | CH36 (14 Wo.)CH | FR53 Gold · (18 Wo.)FR | Erstveröffentlichung: 14. April 2023 Verkäufe: + 200.000; feat. Ozuna, Gims & Sfera Ebbasta |

### Produktionen
| Jahr | Titel Album                                             | Höchstplatzierung, Gesamtwochen, AuszeichnungChartplatzierungen (Jahr, Titel, Album, Platzierungen, Wochen, Auszeichnungen, Anmerkungen) | Höchstplatzierung, Gesamtwochen, AuszeichnungChartplatzierungen (Jahr, Titel, Album, Platzierungen, Wochen, Auszeichnungen, Anmerkungen) | Höchstplatzierung, Gesamtwochen, AuszeichnungChartplatzierungen (Jahr, Titel, Album, Platzierungen, Wochen, Auszeichnungen, Anmerkungen) | Höchstplatzierung, Gesamtwochen, AuszeichnungChartplatzierungen (Jahr, Titel, Album, Platzierungen, Wochen, Auszeichnungen, Anmerkungen) | Anmerkungen                                                                                                   |
| Jahr | Titel Album                                             | DE | AT | CH | FR | Anmerkungen                                                                                                   |
| ---- | ------------------------------------------------------- | --- | --- | --- | --- | --- |
| 2014 | Senorita Desperadoz                                     | — | — | — | — | Erstveröffentlichung: 19. September 2014 PA Sports & Kianush                                                  |
| 2016 | Kamikaze Beastmode II                                   | — | — | — | — | Erstveröffentlichung: 25. März 2016 Animus                                                                    |
| 2016 | In meiner Welt Beastmode II                             | — | — | — | — | Erstveröffentlichung: 8. April 2016 Animus feat. Manuellsen                                                   |
| 2016 | Bare-knuckle Beastmode II                               | — | — | — | — | Erstveröffentlichung: 22. April 2016 Animus                                                                   |
| 2016 | Voran Beastmode II                                      | — | — | — | — | Erstveröffentlichung: 29. April 2016 Animus feat. Jeyz                                                        |
| 2016 | Ehre oder Ruhm Beastmode II                             | — | — | — | — | Erstveröffentlichung: 29. April 2016 Animus feat. Gosby                                                       |
| 2016 | Exil Beastmode II                                       | — | — | — | — | Erstveröffentlichung: 29. April 2016 Animus                                                                   |
| 2016 | Die Geister die ich rief Beastmode II                   | — | — | — | — | Erstveröffentlichung: 29. April 2016 Animus                                                                   |
| 2016 | Heb mein Glas Zurück zum Glück                          | — | — | — | — | Erstveröffentlichung: 3. Juni 2016 PA Sports                                                                  |
| 2016 | 030er Motivation Lila                                   | — | — | — | — | Erstveröffentlichung: 15. September 2016 030er                                                                |
| 2016 | Vida Loca                                               | — | — | — | — | Erstveröffentlichung: 28. Oktober 2016 Soolking                                                               |
| 2016 | 4Matic Okou Gnakouri                                    | — | — | — | FR141 (1 Wo.)FR | Erstveröffentlichung: 11. November 2016 Kaaris feat. Kalash Criminel                                          |
| 2016 | Barbe noire                                             | — | — | — | — | Erstveröffentlichung: 29. November 2016 Soolking                                                              |
| 2016 | Maximal Motivation Lila                                 | — | — | — | — | Erstveröffentlichung: 2. Dezember 2016 030er feat. Kozi                                                       |
| 2017 | Fuego                                                   | — | — | — | — | Erstveröffentlichung: 11. Januar 2017 Soolking feat. Ghost ST                                                 |
| 2017 | Dounia                                                  | — | — | — | — | Erstveröffentlichung: 15. Februar 2017 Soolking                                                               |
| 2017 | Kriminal Instinkt                                       | — | — | — | — | Erstveröffentlichung: 17. Februar 2017 Kianush feat. Moe Phoenix                                              |
| 2017 | Wer will wissen Instinkt                                | — | — | — | — | Erstveröffentlichung: 17. Februar 2017 Kianush                                                                |
| 2017 | Cette go Murder (Réédition)                             | — | — | — | — | Erstveröffentlichung: 3. März 2017 GLK                                                                        |
| 2017 | Ramenez-les Murder (Réédition)                          | — | — | — | — | Erstveröffentlichung: 3. März 2017 GLK                                                                        |
| 2017 | Oseille Murder (Réédition)                              | — | — | — | — | Erstveröffentlichung: 3. März 2017 GLK feat. Leto                                                             |
| 2017 | Débrouillard Murder (Réédition)                         | — | — | — | — | Erstveröffentlichung: 3. März 2017 GLK                                                                        |
| 2017 | Catalogués bandits Dans l’arène                         | — | — | — | FR25 Gold · (9 Wo.)FR | Erstveröffentlichung: 5. März 2017 Djadja & Dinaz Verkäufe: + 66.666                                          |
| 2017 | La haine Dans l’arène                                   | — | — | — | FR38 (6 Wo.)FR | Erstveröffentlichung: 17. März 2017 Djadja & Dinaz                                                            |
| 2017 | J’suis Kha Dans l’arène                                 | — | — | — | FR44 Gold · (7 Wo.)FR | Erstveröffentlichung: 17. März 2017 Djadja & Dinaz Verkäufe: + 100.000                                        |
| 2017 | Les Crocs Dans l’arène                                  | — | — | — | FR65 (3 Wo.)FR | Erstveröffentlichung: 17. März 2017 Djadja & Dinaz                                                            |
| 2017 | Yeah!                                                   | — | — | — | — | Erstveröffentlichung: 21. März 2017 Soolking                                                                  |
| 2017 | Favela                                                  | — | — | — | — | Erstveröffentlichung: 14. April 2017 030er & Shqiptar                                                         |
| 2017 | Maître Ruben Bandit saleté                              | — | — | — | — | Erstveröffentlichung: 12. Mai 2017 Sofiane                                                                    |
| 2017 | Nicht wie wir / Sunny                                   | — | — | — | — | Erstveröffentlichung: 19. Mai 2017 PA Sports produziert mit OC, Kianush & Dennis Kör                          |
| 2017 | Nach vorn NXTLVL                                        | — | — | — | — | Erstveröffentlichung: 2. Juni 2017 Azad feat. Calo                                                            |
| 2017 | Zinèdine                                                | — | — | — | — | Erstveröffentlichung: 3. Juni 2017 030er                                                                      |
| 2017 | In der Hood NXTLVL                                      | — | — | — | — | Erstveröffentlichung: 18. Juni 2017 Azad produziert mit Dennis Kör                                            |
| 2017 | Sie will Verloren im Paradies                           | DE65 (3 Wo.)DE | — | — | — | Erstveröffentlichung: 21. Juni 2017 PA Sports feat. RAF Camora & Bonez MC                                     |
| 2017 | Reality Verloren im Paradies                            | — | — | — | — | Erstveröffentlichung: 23. Juni 2017 PA Sports feat. Azad                                                      |
| 2017 | AJAJAJ                                                  | — | — | — | — | Erstveröffentlichung: 26. Juni 2017 Mert feat. Soolking                                                       |
| 2017 | Gebe mein Leben NXTLVL                                  | — | — | — | — | Erstveröffentlichung: 7. Juli 2017 Azad feat. Animus & Gosby                                                  |
| 2017 | 439 in dein Hirn NXTLVL                                 | — | — | — | — | Erstveröffentlichung: 7. Juli 2017 Azad feat. Jeyz                                                            |
| 2017 | Bon Voyage Casia                                        | DE5 Platin · (34 Wo.)DE | AT26 Gold · (16 Wo.)AT | CH30 Gold · (7 Wo.)CH | — | Erstveröffentlichung: 14. Juli 2017 Verkäufe: + 425.000; Miami Yacine                                         |
| 2017 | On Fire Cold Summer                                     | — | — | — | — | Erstveröffentlichung: 3. August 2017 Seyed feat. Kollegah                                                     |
| 2017 | Prince of Persia Cold Summer                            | — | — | — | — | Erstveröffentlichung: 3. August 2017 Seyed                                                                    |
| 2017 | T.R.W                                                   | — | — | — | FR102 (1 Wo.)FR | Erstveröffentlichung: 12. August 2017 Soolking feat. Alonzo                                                   |
| 2017 | Ballern Favela                                          | — | — | — | — | Erstveröffentlichung: 18. August 2017 Levo                                                                    |
| 2017 | Niemals Anthrazit                                       | DE90 (1 Wo.)DE | — | — | — | Erstveröffentlichung: 25. August 2017 RAF Camora feat. Kontra K                                               |
| 2017 | Banderas Coupé                                          | — | — | — | — | Erstveröffentlichung: 14. September 2017 030er                                                                |
| 2017 | Cállate DZ                                              | — | — | — | — | Erstveröffentlichung: 15. September 2017 Mosh36                                                               |
| 2017 | Filme DZ                                                | — | — | — | — | Erstveröffentlichung: 15. September 2017 Mosh36 feat. PA Sports & Moe Phoenix                                 |
| 2017 | Mohammad                                                | — | — | — | — | Erstveröffentlichung: 24. September 2017 Moe Phoenix                                                          |
| 2017 | Rotterdam Casia                                         | DE59 (1 Wo.)DE | — | CH80 (1 Wo.)CH | — | Erstveröffentlichung: 13. Oktober 2017 Miami Yacine                                                           |
| 2017 | Shukran NOA                                             | — | — | — | — | Erstveröffentlichung: 19. Oktober 2017 Moe Phoenix produziert mit Dennis Kör                                  |
| 2017 | Viel zu viele So machen wir das hier                    | — | — | — | — | Erstveröffentlichung: 5. November 2017 Jeyz produziert mit Dennis Kör                                         |
| 2017 | Vory V Zakone R.I.P.R.O 3                               | — | — | — | FR27 (2 Wo.)FR | Erstveröffentlichung: 17. November 2017 Lacrim                                                                |
| 2017 | Meine Seele So machen wir das hier                      | — | — | — | — | Erstveröffentlichung: 17. November 2017 Jeyz feat. Calo                                                       |
| 2017 | Träume von Frieden So machen wir das hier               | — | — | — | — | Erstveröffentlichung: 17. November 2017 Jeyz feat. Gosby                                                      |
| 2017 | Mode S R.I.P.R.O 3                                      | — | — | — | FR30 (2 Wo.)FR | Erstveröffentlichung: 17. November 2017 Lacrim                                                                |
| 2017 | Strike R.I.P.R.O 3                                      | — | — | — | — | Erstveröffentlichung: 17. November 2017 Lacrim                                                                |
| 2017 | L’homme qui tue                                         | — | — | — | — | Erstveröffentlichung: 24. November 2017 Goulag                                                                |
| 2017 | Fackeln Verstehste                                      | — | — | — | — | Erstveröffentlichung: 1. Dezember 2017 Jeyz feat. Samson Jones, Animus & Manuellsen                           |
| 2017 | Sag nix Anthrazit RR                                    | DE6 Gold · (16 Wo.)DE | AT3 Gold · (15 Wo.)AT | CH14 (7 Wo.)CH | — | Erstveröffentlichung: 7. Dezember 2017 Verkäufe: + 215.000; RAF Camora produziert mit The Cratez & RAF Camora |
| 2017 | Genau so GIFT                                           | — | — | — | — | Eunique feat. Veysel                                                                                          |
| 2017 | #Jesuispasséchezso EP 11 Affranchis                     | — | — | — | FR27 (7 Wo.)FR | Erstveröffentlichung: 27. Dezember 2017 Sofiane                                                               |
| 2018 | Arafricain Affranchis                                   | — | — | — | FR22 (7 Wo.)FR | Erstveröffentlichung: 26. Januar 2018 Sofiane feat. Maître Gims                                               |
| 2018 | T’es un galère Affranchis                               | — | — | — | FR38 (4 Wo.)FR | Erstveröffentlichung: 26. Januar 2018 Sofiane                                                                 |
| 2018 | Je fais la fête Affranchis                              | — | — | — | FR56 (2 Wo.)FR | Erstveröffentlichung: 26. Januar 2018 Sofiane                                                                 |
| 2018 | Bonita                                                  | — | — | — | — | Erstveröffentlichung: 31. Januar 2018 Ozel feat. DJ R'an                                                      |
| 2018 | Habibi NOA                                              | DE87 (1 Wo.)DE | — | — | — | Erstveröffentlichung: 2. Februar 2018 Moe Phoenix feat. PA Sports                                             |
| 2018 | Maradona M10 II                                         | — | — | — | — | Erstveröffentlichung: 7. Februar 2018 030er feat. Limit                                                       |
| 2018 | Maradona X                                              | — | — | — | — | Erstveröffentlichung: 21. Februar 2018 030er feat. Massiv                                                     |
| 2018 | Tam die Gangstas Geld Gold Gras                         | — | — | — | — | Erstveröffentlichung: 9. März 2018 18 Karat feat. Play69                                                      |
| 2018 | Intro / Noa NOA                                         | — | — | — | — | Erstveröffentlichung: 6. April 2018 Moe Phoenix                                                               |
| 2018 | Brassard Le revers de la médaille                       | — | — | — | FR37 (3 Wo.)FR | Erstveröffentlichung: 20. April 2018 Djadja & Dinaz                                                           |
| 2018 | Tourner Le revers de la médaille                        | — | — | — | FR39 (3 Wo.)FR | Erstveröffentlichung: 20. April 2018 Djadja & Dinaz                                                           |
| 2018 | 247 Arigato                                             | — | — | — | — | Erstveröffentlichung: 27. April 2018 Ardian Bujupi                                                            |
| 2018 | Salla Salla                                             | — | — | — | — | Erstveröffentlichung: 15. Juni 2018 Ozel                                                                      |
| 2018 | C63 Le revers de la médaille - Partie 2                 | — | — | — | FR59 (9 Wo.)FR | Erstveröffentlichung: 22. Juli 2018 Djadja & Dinaz produziert mit Dennis Kör                                  |
| 2018 | Testarossa                                              | DE21 (6 Wo.)DE | AT34 (3 Wo.)AT | CH42 (2 Wo.)CH | — | Erstveröffentlichung: 17. August 2018 Miami Yacine                                                            |
| 2018 | Karim & Nono Les déguns (Bande originale du film)       | — | — | — | — | Erstveröffentlichung: 7. September 2018 Soolking                                                              |
| 2018 | Laissez-les parler Les déguns (Bande originale du film) | — | — | — | — | Erstveröffentlichung: 7. September 2018 YL                                                                    |
| 2018 | Nicht für die anderen Vulcano EP                        | — | — | — | — | Erstveröffentlichung: 4. Oktober 2018 Bonez MC & RAF Camora feat. Maxwell                                     |
| 2018 | Pas pareil                                              | — | — | — | FR113 (3 Wo.)FR | Erstveröffentlichung: 4. Oktober 2018 YL feat. Timal                                                          |
| 2018 | Bardgeld in der Hand Frontal                            | — | — | — | — | Erstveröffentlichung: 12. Oktober 2018 Majoe                                                                  |
| 2018 | Banger Frontal                                          | — | — | — | — | Erstveröffentlichung: 12. Oktober 2018 Majoe                                                                  |
| 2018 | Ewigkeit Frontal                                        | DE75 (1 Wo.)DE | — | — | — | Erstveröffentlichung: 12. Oktober 2018 Majoe                                                                  |
| 2018 | Gegen alle Fiasko                                       | — | — | — | — | Erstveröffentlichung: 1. November 2018 Jasko feat. Farid Bang & SIPO                                          |
| 2018 | Gucci Fruit du démon                                    | — | — | — | FR90 (1 Wo.)FR | Erstveröffentlichung: 2. November 2018 Soolking                                                               |
| 2018 | Leila Fruit du démon (Deluxe)                           | — | — | — | — | Erstveröffentlichung: 16. November 2018 Soolking                                                              |
| 2018 | Nyx                                                     | — | — | — | — | Erstveröffentlichung: 30. November 2018 YL                                                                    |
| 2018 | Lové Un jour ou l’autre                                 | — | — | — | — | Erstveröffentlichung: 30. November 2018 GLK feat. Soolking                                                    |
| 2018 | Bruder Fuego                                            | — | — | — | — | Erstveröffentlichung: 30. November 2018 Veysel feat. Soolking                                                 |
| 2018 | Vue Pure                                                | — | — | — | — | Erstveröffentlichung: 30. November 2018 Maes                                                                  |
| 2018 | Mega                                                    | — | — | — | — | Erstveröffentlichung: 28. Dezember 2018 KIDDA                                                                 |
| 2019 | Maladie Lacrim                                          | — | — | — | FR15 Gold · (10 Wo.)FR | Erstveröffentlichung: 8. Februar 2019 Lacrim feat. Soolking Verkäufe: + 100.000                               |
| 2019 | Fugazi Lacrim                                           | — | — | — | FR115 (1 Wo.)FR | Erstveröffentlichung: 8. Februar 2019 Lacrim feat. M Huncho & 3robi                                           |

## Auszeichnungen für Musikverkäufe
| 2× Platin-Schallplatte - Italien - 2023: für die Single Mirage |

Anmerkung: Auszeichnungen in Ländern aus den Charttabellen bzw. Chartboxen sind in ebendiesen zu finden.
| Land/RegionAuszeichnungen für Musikverkäufe (Land/Region, Auszeichnungen, Verkäufe, Quellen) | Gold     | Platin     | Verkäufe | Quellen                 |
| -------------------------------------------------------------------------------------------- | -------- | ---------- | -------- | ----------------------- |
| Deutschland (BVMI)                                                                           | 2× Gold2 | Platin1    | 800.000  | musikindustrie.de       |
| Frankreich (SNEP)                                                                            | 4× Gold4 | —          | 366.666  | snepmusique.com         |
| Italien (FIMI)                                                                               | —        | 2× Platin2 | 200.000  | fimi.it                 |
| Österreich (IFPI)                                                                            | 2× Gold2 | —          | 30.000   | ifpi.at (1) ifpi.at (2) |
| Schweiz (IFPI)                                                                               | Gold1    | —          | 10.000   | hitparade.ch            |
| Insgesamt                                                                                    | 9× Gold9 | 3× Platin3 |          |                         |